# Atletisme als Jocs Olímpics d'estiu de 1900 - 200 metres tanques masculins
La prova dels 200 metres tanques masculina va ser una de les proves d'atletisme que es va dur a terme als Jocs Olímpics de París de 1900. La prova es va disputar el 16 de juliol de 1900 i hi prengueren part onze atletes representants de cinc països.

## Medallistes
| Or               | Plata            | Bronze           |
| Alvin Kraenzlein | Norman Pritchard | Walter Tewksbury |

## Rècords
Cap, ja que aquesta era la primera vegada que es disputava aquesta prova.
Alvin Kraenzlein va fer el primer Rècord Olímpic d'aquesta prova en finalitzar la primera sèrie en 27,0". Norman Pritchard el superarà a la segona ronda, en fer 26,8". A la final Alvin Kraenzlein recupera el Rècord Olímpic en guanyar amb 25,4".

## Resultats

### Primera ronda
A la primera ronda es van disputar dues sèries. Els dos primers de cadascuna passaren a la final.
Sèrie 1
| Posició | Atleta            | Temps      |
| ------- | ----------------- | ---------- |
| 1       | Alvin Kraenzlein  | 27,0"      |
| 2       | Eugène Choisel    | desconegut |
| 3       | Frederick Moloney | desconegut |
| 4       | William Remington | desconegut |
| 5       | Gustav Rau        | desconegut |

Sèrie 2
| Posició | Atleta           | Temps      |
| ------- | ---------------- | ---------- |
| 1       | Norman Pritchard | 26,8"      |
| 2       | Walter Tewksbury | desconegut |
| 3       | Thaddeus McClain | desconegut |
| 4       | Henri Tauzin     | desconegut |
| 5       | William Lewis    | desconegut |
| 6       | Zoltán Speidl    | desconegut |

### Final
| Posició | Atleta           | Temps      |
| ------- | ---------------- | ---------- |
| Or      | Alvin Kraenzlein | 25,4"      |
| Plata   | Norman Pritchard | 26,6"      |
| Bronze  | Walter Tewksbury | desconegut |
| 4       | Eugène Choisel   | desconegut |

Kraenzlein torna a guanyar amb facilitat, tot i haver estat penalitzat amb un metre per una sortida nul·la. Aquesta fou la quarta victòria individual que aconseguia als Jocs Olímpics de París. Cap altre atleta no ha guanyat tantes victòries individuals en un sols Jocs.